# トレンティナーラ
トレンティナーラ（伊: Trentinara）は、イタリア共和国カンパニア州サレルノ県にある、人口約1,600人の基礎自治体（コムーネ）。

## 地理

### 位置・広がり

#### 隣接コムーネ
隣接するコムーネは以下の通り。
- カパッチョ＝ペストゥム
- チチェラーレ
- ジュンガーノ
- モンテフォルテ・チレント
- ロッカダスピデ